# Marcel Slodki
Marcel Slodki (né à Łódź (Pologne) en 1892 - mort en déportation à Auschwitz en 1943) est un peintre polonais.
Marcel Slodki est issu d’une famille juive aisée, laïque et libérale ; son père est directeur de banque. Marcel Slodki fréquente le lycée de Łódź puis, en 1910, part étudier aux Beaux-Arts de Munich. Il arrive en 1913 à Paris.

Bois de M. Slodki publié dans la revue Cabaret Voltaire

Après un premier séjour parisien, il quitte la France pour la Suisse en 1914. Il se lie à Tristan Tzara et participe quelques années plus tard aux premières activités du groupe Dada à Zurich. Il crée l’une des premières affiches pour les soirées du Cabaret Voltaire. 
À la fin de la Première Guerre mondiale, il exerce une activité de décorateur de théâtre à Berlin. En 1923, il revient à Paris où s’ouvre une nouvelle période de sa création. Il détruit alors une grande partie de son œuvre antérieure d’inspiration cubiste et peint de nombreux portraits, des natures mortes, des paysages.
L'artiste passe la première partie de la Seconde Guerre mondiale réfugié à Brive-la-Gaillarde avec sa femme, l’artiste Macha Boulanger. En 1943, il est arrêté une première fois par les gendarmes français, mais prévenu à temps, il parvient à s’enfuir avec sa femme à Chambéry puis à Bourg-Saint-Maurice. Ils y sont finalement dénoncés et arrêtés le 14 décembre 1943 par la Gestapo, et internés à Drancy. Le 17 décembre 1943, ils sont déportés par le convoi n° 63 et assassinés à Auschwitz. La dernière adresse est à la Maison Rochefort à Bourg-Saint-Maurice.
Le musée d'art et d'histoire du Judaïsme à Paris a acquis a acquis le 4 décembre 2017, à l’Hôtel Drouot, un Autoportrait de l’artiste dans son atelier, en exerçant le droit de préemption de l’État. Ce petit autoportrait frappe par l’originalité de la posture de l’artiste. Celui-ci se représente en effet en train d’entoiler un châssis, dans une attitude besogneuse et concentrée, tel un ouvrier devant son établi. Le dénuement de l’atelier dénote des conditions de vie modeste de l’artiste, mais la chaleur des coloris crée une atmosphère douce. 